# Charles Drolet
Charles Drolet, né le 8 mai 1795 et mort le 22 septembre 1873, est un avocat et homme politique du Bas-Canada et du Québec. 

## Biographie
Il est né à Québec en 1795. Il a été admis au Barreau en 1827 et a ouvert son bureau de pratique à Québec. En 1830, il épouse Marguerite, la fille de Rémi Quirouet et la nièce de François Quirouet. Il a été élu à l'Assemblée législative du Bas-Canada pour le comté de Saguenay en 1836 dans une élection partielle qui a lieu après la mort de François-Xavier Tessier. Il a été membre de l'Association des Frères-Chasseurs, mais n'a pas participé à la résistance armée de 1837. En novembre 1838, il a aidé les patriotes prisonniers Edward Alexander Theller et William Wallin Dodge à s'échapper de la Citadelle de Québec. Un mandat a été émis pour l'arrestation de Drolet et il s'enfuit aux États-Unis. Bien qu'il se soit fait prendre à Saint-Gervais, il a pu s'échapper et rejoindre les États-Unis. Il a été admis au Barreau de New York en 1839 et ensuite pratiqué à Détroit. Il revient à Montréal après qu'une amnistie générale a été proclamée en 1849. En 1850, il fut nommé greffier de la Cour de la vice-admirauté à Québec. Il fut également nommé greffier adjoint de la Cour d'appel en 1854.  
Il meurt à Québec en 1873.